# Études en sciences de l'information
La formation documentaire en bibliothèque est une offre de service conçue pour enseigner aux usagers comment localiser, évaluer et exploiter les informations dont ils ont besoin. Elle est aussi un indice de performance permettant d'évaluer les bibliothèques universitaires. Elle est donnée par des bibliothécaires spécialisés (instruction librarian) ou par d'autres membres du personnel des bibliothèques. 
Elle couvre généralement l'explication du système d'organisation des documents (catalogue, classement,...) mais elle peut aussi accompagner d'autres services (numérisation, droit d'auteur, ateliers Wikipédia,...). Dans les bibliothèques de recherche, l'offre de formation peut aussi comporter des cours sur les pratiques de publication scientifique, sur les méthodes de recherche et d'évaluation de documents adaptées à chaque discipline, sur l'utilisation de logiciels spécifiques, etc.

## Histoire
L'enseignement en bibliothèque a commencé au XIXe siècle, avec des formations à l'utilisation des bibliothèques aux États-Unis entre 1876 et 1910, puis s'est intensifié au début du XXe siècle. En 1880, Justin Winsor, premier président de l'American Library Association (ALA), redéfinit le rôle du bibliothécaire comme enseignant . Dans une enquête de l'ALA de 1912, 57% des répondants offraient des cours obligatoires ou facultatifs en bibliothèque. 
L 'enseignement universitaire en bibliothèque était très réduit de la fin des années 30 au début des années 60. Certains bibliothécaires participaient à l'enseignement en classe, mais la littérature montre peu d'activité sur le sujet. Il s'est développé pendant les années 1960 et au début des années 1970 pour aboutir à la création de différents organismes d'échange professionnel comme Library Orientation Exchange aux États-Unis (1971) ou Workshop for Instruction in Library Use au Canada (1972).    
Au cours des années 70 et 80, juste avant l'utilisation publique généralisée des ordinateurs, l'enseignement en bibliothèque allait déjà au-delà de l'identification et de la localisation des documents. Il comprenait également un enseignement à la pensée critique, des ateliers d'apprentissage actif (participatif) et des enseignements de concepts avancés, tels que les vocabulaires contrôlés. Dans les bibliothèques de recherche, l'enseignement en bibliothèque a commencé à être un service de bibliothèque standard  . Depuis les années 80 et surtout les années 90, les étudiants doivent faire des travaux avec une partie recherche d'information de plus en plus exigeante. Ce contexte a favorisé le développement des formations documentaires en bibliothèques universitaires.   
L'enseignement en bibliothèque évolue pour s'adapter aux concepts changeants de l'utilisation et de la compréhension de l'information. Les programmes modèles, pour être significatifs et efficaces, répondent à l'évolution de l'environnement de l'information. La maîtrise des technologies de l'information et des communications (TIC) est un exemple d'une approche moderne de l'enseignement en bibliothèque. Les TIC étendent la maîtrise de l'information à l'utilisation de la technologie informatique sous diverses formes pour manipuler, fournir et recevoir des informations et des idées. Un programme d'instruction de bibliothèque typique utilise des outils et des ressources complémentaires pour dispenser un enseignement interactif efficace. Ces ressources sont nécessaires pour attirer l'attention de clients contemporains plongés dans un environnement médiatique. 

## Maîtrise de l'information
La maîtrise de l'information, ou des compétences informationnelles, est l'ensemble des compétences dont une personne a besoin pour être « capable de reconnaître quand l'information est nécessaire et la capacité de localiser, d'évaluer et d'utiliser efficacement l'information requise ». Les normes de compétence en littératie sont définies aux États-Unis par l'Association of College and Research Libraries. Elle a donné lieu aux Standards for Libraries in Higher Education en 2011 et au Framework for Information Literacy for Higher Education en 2015. 
Actuellement, il y a des débats pour savoir comment faire de l'enseignement en bibliothèque et si cela est efficace. Par exemple, les coûts-bénéfices de l'instruction sont comparés à ceux de l'amélioration des systèmes. Une étude publiée dans le Journal of Academic Librarianship indique que le modèle le prédominant d'enseignement de la maîtrise de l'information est le modèle de la formation ponctuelle. Elle avance que ce modèle est inefficace et qu'il n'a pas d'impact visible dans les notes des étudiants. Cependant, la même étude indique que les élèves qui ont suivi un cours plus long avec une session d'instruction en bibliothèque incluse ont obtenu des résultats significativement plus élevés, indiquant que ce n'est peut-être pas l'idée de le concept d'enseignement qui est défectueux, mais plutôt la méthode. 

## Les formats
Dans un contexte académique, l'enseignement de la maîtrise de l'information peut prendre diverses formes : un atelier ponctuel, un cours d'une session, un projet de recherche intégré à un programme ou une initiation individuelle. La plupart des formations en bibliothèque sont des ateliers ponctuels, c'est-à-dire des séances d'instruction one-shot. Ce terme d'argot fait référence à « une instruction formelle donnée en une seule session, par opposition à une instruction étendue sur deux sessions ou plus ». 
Le déroulement peut aussi se faire de différentes manières : en enseignement magistral traditionnel, en démonstration, en atelier pratique en petits groupes, en rencontre individuelle, en tutoriel en ligne, en cours en ligne, en brochures imprimées, etc. ou avec une combinaison de différentes manières.
L'enseignement en bibliothèque peut également bénéficier de l'utilisation de jeux vidéo et de jeux conçus pour la maîtrise de l'information. Lorsqu'ils intègrent les principes de conception du jeu dans l'enseignement de la maîtrise de l'information, les bibliothécaires pédagogiques peuvent enseigner aux élèves comment réussir des tâches longues, complexes et difficiles tout en conservant une expérience d'apprentissage intéressante. Les mécaniques de jeu de l'escape game et du jeu de rôle semblent répondre à ces besoins. L'enseignement en bibliothèque et les ateliers d'apprentissage actif de la maîtrise de l'information peuvent également être facilités par des techniques de théâtre, par les règles de l'hospitalité  ou par l'humour, . 

### En bibliothèque universitaire
Les formations intégrées à un programme ou à un cours sont considérées comme les plus efficaces car elles sont institutionnalisées et car elles sont obligatoires. La conception et l'animation de ces formations demande une coopération entre le corps enseignant du programme et le personnel des bibliothèques. Cette forme d'enseignement est exigeante en personnel mais elle permet de tisser des liens durables entre les bibliothèques et les facultés d'enseignement.  
Les formations libres sont des ateliers ouverts à toute la communauté étudiante et professorale. Ils visent généralement un objectif spécifique : apprentissage d'une méthode de recherche, d'une base de données ou d'un logiciel bibliographique par exemple. Ils peuvent se donner en présentiel dans un laboratoire, dans un amphithéâtre ou par webinaire. 
Certaines bibliothèques universitaires proposent des séances de rencontres individuelles personnalisées, principalement pour les cycles supérieurs. Lors de ces sessions, le bibliothécaire travaille en tête-à-tête avec un étudiant pour l'aider à atteindre des objectifs de recherche spécifiques. Ces séances sont parfois appelées «clinique» ou «consultation de recherche» ou «jumelage».

## Ressources et soutien à l'enseignement

### Conférences
Plusieurs organisations ont vu le jour pour apporter du soutien aux bibliothécaires engagés dans des rôles d'enseignement. Aux États-Unis, la Library Orientation Exchange (LOEX) fut le premier organisme d'échange professionnel (1971). Sa première conférence sur le sujet de l'enseignement en bibliothèque a eu lieu à l'est du Michigan en 1973 et depuis se tient chaque année. En 1999, LOEX comptait plus de 650 membres aux États-Unis, au Canada, dans les Caraïbes, en Europe, en Australie, en Israël, au Liban et en Afrique du Sud. Depuis 1972, l'équivalent canadien s'appelle Workshop for Instruction in Library Use (WILU) et il organise une conférence estivale annuelle. 
En France, le réseau FORMIST rassemble des ressources pour les formateurs en bibliothèques universitaires depuis 1997. Une journée d'étude nationale organisée par l'ADBU a eu lieu en 2019.

### Politiques et guides institutionnels
Certaines institutions ont adopté des politiques ou ont élaboré des guides de programme pour consolider les services de formation documentaire. Par exemple en 1991, la CREPUQ, une fédération québécoise d'établissements post-secondaires a lancé la rédaction d'un Guide d'élaboration d'un programme de formation documentaire. En 2002, l'Université de Montréal a adopté la Politique de formation à l'utilisation de l'information.

### Portails de ressources
Suivant le mouvement des dépôts de ressources éducatives libres (REL, ou OER en anglais pour Open Educational Resources), plusieurs portails de ressources en libre accès se sont constitués à partir de 2016 avec l'ACRL Sandbox et CORA (Community of Online Research Assignments). En France, l'« ADBU compétences informationnelles »  rempli ce rôle sur la plateforme Zenodo.

## Enseignement de la pensée critique en bibliothèque
L'enseignement critique en bibliothèque est enraciné dans l'idée que le savoir est situé culturellement, et donc, l'enseignement doit l'être aussi. Caractérisée par une approche basée sur la pratique qui est profondément liée au contexte et aux besoins en information de l'apprenant, l'enseignement critique en bibliothèque commence toujours par une évaluation du contexte de l'apprenant et de ses besoins en information. L'enseignement critique en bibliothèque rend problématiques les méthodes traditionnelles d'enseignement des compétences en littératie informationnelle comme privilégiant des modes particuliers de connaissance dans des contextes académiques  et préconise plutôt une méthode d'enseignement qui met l'accent sur le cadre de référence de l'apprenant et ses besoins en information. 
Influencée par la pédagogie critique, une philosophie éducative qui aborde les problèmes et les questions particulièrement pertinentes pour la vie des étudiants, l'enseignement critique en bibliothèque vise à fournir la même approche aux besoins et aux pratiques d'information des étudiants. De l'alphabétisation critique, l'enseignement critique en bibliothèque aborde l'alphabétisation comme politique et l'alphabétisation comme acte politique; ainsi, l'enseignement de la bibliothèque critique exige que les instructeurs restent conscients de la dynamique du pouvoir, des intersections identitaires et remettent en question leurs propres définitions de l'alphabétisation afin de fournir un enseignement significatif à leurs élèves particuliers.